# Wilhelm Reuter (Maler, 1859)
Wilhelm Reuter (* 26. September 1859 in Karlsruhe; † 17. November 1937 in Nürnberg) war ein deutscher Genre-, Bildnis- und Landschaftsmaler.

## Leben
Reuter studierte zunächst Baukunst am Polytechnikum Karlsruhe und an der Kunstschule Karlsruhe unter Ferdinand Keller. Während seines Studiums wurde er 1883 Mitglied der Burschenschaft Germania (heute Teutonia), 1885 Conkneipant. Im Jahr 1886 wohnte er in der Leopoldstraße Nr. 8 in Karlsruhe. Danach folgten Studienreisen ins Ausland. Von 1894 bis 1896 wohnte er in Pforzheim, und ab 1899 war er in Bamberg tätig. Danach war er in der fränkischen Schweiz und in Nürnberg als Wandmaler unterwegs. Von 1906 bis 1932 war in Nürnberg wohnhaft. Er war Mitglied des Albrecht-Dürer-Bundes und der Nürnberger Kunstgenossenschaft.
Reuter wurde mit der Medaille für Kunst ausgezeichnet.
Werke (Auswahl)

Reuter malte Allegorien, Bildnisse, Landschaften oder Genrebilder.
- Hagar und Ismael war in der 58. Jubiläumsausstellung vom Mai bis Oktober 1886 der Königlichen Akademie der Künste in Berlin zu sehen.[1]
- Historienbild Die 400 Pforzheimer bei der Schlacht bei Wimpfen im Rathaus Pforzheim
- Im Maien